# 黄明威
黄明威（英語：Brian A. Wong）是美國產業互聯網的高級主管，企業家和天使投資人，現任阿里巴巴集團全球計劃副總裁兼阿里巴巴學術委員會成員。 他也是RADII Media的創始人和董事長。

## 早期生活和教育
黄明威在加州的帕羅奧圖出生並長大。他就讀於帕羅奧圖高中，畢業後也獲得了斯沃斯莫爾學院的醫學預科和英語文學學士學位。 他還獲得了南京大學—約翰斯．霍普金斯大學中美文化研究中心的國際關係碩士學位和賓州大學華頓商學院的工商管理碩士學位。

## 職業
黄明威剛從大學畢業後，擔任舊金山市長威利•布朗（Willie L. Brown Jr.）的特別助理。  在這之後，他於1999年與馬雲（Jack Ma）和蔡崇信（Joe Tsai）在舊金山見面後加入了全球知名的中國電子商務公司阿里巴巴集團。 他以第1位美國人和第52位員工的身份加入了該公司。
黄明威目前是阿里巴巴集團的副總裁。 他曾擔任阿里巴巴全球領導力學院（AGLA）執行董事，負責行政人員的領導發展。 他曾擔任執行主席國際事務特別助理。 同時也帶領著阿里巴巴邁向國際發展。
黄明威是數碼媒體平台RADII的創始人和董事長。
黄明威曾是華頓商學院校友會執行委員會成員，目前是斯沃斯莫爾學院總統倡議委員會的成員。

## 榮譽
黄明威在2015年被世界經濟論壇評選為全球青年領袖。 他還被選為阿斯彭研究所第四屆中國研究員級成員。  黄明威還是美國華裔精英非盈利組織百人會的成員。

## 外部鏈接
- 阿里巴巴集团 網站 （页面存档备份，存于）
- Radii Media 網站 （页面存档备份，存于）